# Xylosma rubicunda
Xylosma rubicunda là một loài thực vật có hoa trong họ Liễu. Loài này được (H. Karst.) Gilg miêu tả khoa học đầu tiên năm 1925.